# 선원제전집도서 (울산광역시 문화재자료 제32호)
선원제전집도서(禪源諸詮集都序)는 울산광역시 북구 매곡동, 청룡암에 있는 조선시대의 책이다. 2019년 11월 21일 울산광역시의 문화재자료 제32호로 지정되었다.

## 현지 안내문
청룡암 소장 '선원제전집도서'는 1635년 용장사(龍藏寺)에서 간행한 2권[上下]1책의 목판본(木板本)으로 완본(完本)이다.
권수제(卷首題)는 '禪源諸詮集都序', 표제(表題)와 판심제(版心題)는 '都序'로 되어 있다. 본문에는 현토구결이 묵서(墨書)되어 있고, 광곽 우측 하단에는 많은 각수들의 이름이 새겨져 있다.
간기는 '숭정팔년을해팔월일 전라도태인지운주산용장사개간(崇禎八年乙亥八月日 全羅道泰仁地雲住山龍藏寺開刊)'으로 되어 있어 1635년에 전라도 운주산 용장사에서 개간하였다는 것을 알 수 있다.
본서는 권말에 '1635년'이라는 명확한 간행 기록과 연화질 및 시주질이 수록되어 있고, 인출 및 보관상태도 대체로 양호한 편이다. 비록 임진왜란 이후인 1635년에 간행된 것이지만 현재까지 강원 승려들의 필수과목으로 가치를 지니는 자료이며, 울산광역시에서는 이보다 후에 간행된 1681년 운흥사판(雲興寺版)도 문화재자료로 지정한 선례도 있으므로, 이 책 역시 문화재자료로 지정하여 보존 및 관리할 만한 가치가 있다.

## 갤러리

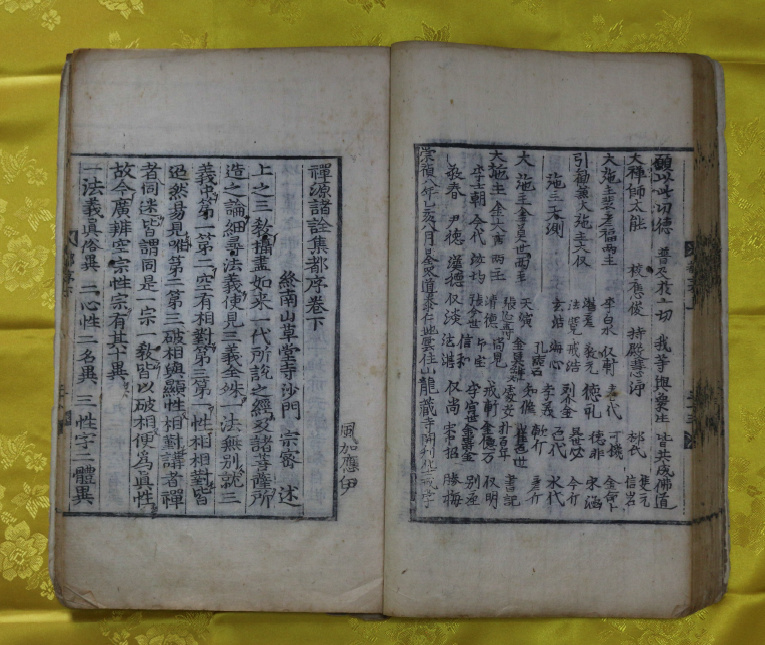

## 참고 자료
- 선원제전집도서 - 국가유산청 국가유산포털